# Jacaratia digitata
Jacaratia digitata är en tvåhjärtbladig växtart som först beskrevs av Eduard Friedrich Poeppig och Endl., och fick sitt nu gällande namn av Solms-laub. Jacaratia digitata ingår i släktet Jacaratia och familjen Caricaceae. Inga underarter finns listade i Catalogue of Life.